# خليفة مبارك بن دينه
خليفة مبارك بن دينه (ولد في 1955 في المحرق، البحرين - توفي في 31 يوليو 2013 في المحرق، البحرين) طبيب بحريني. يعتبر أول طبيب على مستوى الوطن العربي يجري عملية جراحة منظار من خلال ثقب واحد بدل من ثلاثة ثقوب في العام 2009.

## النشأة والتعليم
ولد بن دينه في العام 1955 في البحرين.
حاصل على شهادة الماجستير مع شهادة امتياز من جامعة الإسكندرية بمصر. حاصل على شهادة الدكتوراه في الجراحة من ألمانيا.

## المسيرة المهنية
عمل لفترات متعاقبة في مجمع السلمانية الطبي. عمل طبيبا في قسم الجراحة بمستشفى السلمانية الطبي وعين طبيب أول في قسم الجراحة بمجمع السلمانية الطبي. تمت ترقيته إلى رئيس الأطباء في قسم الجراحة بمجمع السلمانية الطبي.
له بصمات واضحة وكبيرة في مجال الجراحة امتدت لأكثر من 30 عام خصوصاً جراحة المناظير. أسس بن دينه مع زملائه الجراحين فريق طبي متطور في الجراحة التنظيرية وساهم في وضعها على الخريطة العالمية نتيجة للأبحاث واتباع طرق التكنولوجيا الحديثة. أجرى بن دينه أول عملية جراحة منظار من خلال ثقب واحد بدل من ثلاثة ثقوب في العام 2009 وتعد هذه العملية الناجحة أول عملية تجرى في الوطن العربي عن طريق المنظار من خلال ثقب واحد.
شغل منصب مستشار جراحة في جامعة إرلنغن نورنبيرغ بألمانيا.
يترأس بن دينه:
- رابطة الجراحين البحرينية.
- المجموعة العربية لجراحي المناظير المنبثقة من رابطة الجراحين العرب.

كما يشغل بن دينه عضوية الآتي:
- جمعية الجراحين الألمانية.
- الجمعية الألمانية لجراحة الأورام.
- الجمعية الجراحية التجريبية والبحثية.
- الجمعية الأوروبية لجراحة الأورام.
- الجمعية الأوروبية للجراحة المنظارية والتقنيات التقليدية الأخرى.
- جمعية البحرين لمرضى السرطان.

بن دينه أول جراح بحريني تنقل له محطة سي إن إن الأميركية عملية جراحية كاملة. أجرت معه قناة سي إن إن مقابلة ضمن برنامج World Report تحدث فيها عن طريقة الجراحة المنظارية - الدورات التدريبية الخاصة.
شارك على رأس وفد من مملكة البحرين في المؤتمر الخليجي الثالث للجمعيات الطبية بدول مجلس التعاون الخليجي وقدم بحث بعنوان «استخدام جراحة المناظير في حالات آلام البطن الحادة» وفاز البحث بالجائزة الأولى باعتباره أفضل ورقة طبية من بين 200 بحث قدم في المؤتمر.

## ببلوغرافيا
له عدة مؤلفات وأبحاث منها:
- استئصال المرارة بالجراحة المنظارية - نتائج علاج 1000 حالة.
- تفاصيل مفيدة في استئصال المرارة بالجراحة المنظارية.
- استخدام المنظار لعلاج مرض الفتاق الأربي المرتد.
- الجراحة النشطة.

## التكريم والجوائز
في 8 مارس 1979 حصل على جائزة من أمير البحرين آنذاك عيسى بن سلمان آل خليفة.
في 26 أبريل 2000 حصل على جائزة من رئيس الوزراء آنذاك خليفة بن سلمان آل خليفة.
تم تكريمه ضمن الرواد الأوائل من محافظة المحرق.

## الحياة الشخصية
متزوج ولديه ستة أبناء.

## الوفاة
أصيب بن دينه بمرض السرطان في عام 2010 حيث أجرى عملية استئصال للجزء المصاب كادت أن تصيبه بالشلل ثم سافر إلى الولايات المتحدة للعلاج لمدة عام كامل.
توفي بن دينه يوم الأربعاء 31 يوليو 2013 الموافق 23 رمضان 1434 هجرية عن عمر ناهز 58 عام وذلك بعد معاناته في السنوات الأخيرة من مرض السرطان الذي تحداه بإصراره وعزيمته ولم يقعده عن العمل حيث كانت آخر مؤلفاته قصيده بعنوان «أنا أتحدى السرطان» ألفها قبل وفاته بأقل من شهر. ووري الثرى في اليوم التالي في مقبرة المحرق.
وبسبب وفاة بن دينه قررت وزارة الصحة تأجيل بطولة كأس وزير الصحة الرمضانية لسداسيات كرة القدم والتي كان من المقرر عقدها الخميس وذلك إلى الاثنين 5 أغسطس وقالت وزارة الصحة في بيانها: «لا يسعنا أمام هذا المصاب الجلل إلا أن نتقدم إلى وزير الصحة والوكيل وجميع منتسبي الوزارة بأصدق العزاء والمواساة لوفاة الفقيد الغالي رحمه الله وأسكنه فسيح جناته».